# 75-ös busz (Budapest, 1972–1980)
A budapesti 75-ös jelzésű autóbusz az Öv utca (Egressy út) és a Népstadion között közlekedett. A vonalat a Budapesti Közlekedési Vállalat üzemeltette.

## Története
A 75-ös járat a 2-es metró Deák tér–Déli pályaudvar szakaszának átadásával egy időben, 1972. december 23-án indult az Öv utca és a Népstadion között, kiváltva Zuglóban a 7-es és a 107-es buszt. Az évek során útvonala csak kisebb szakaszon változott, az Öv utcai végállomást eleinte a Paskál utcából érte el, majd 1975. június 15-étől a Miskolci utca és Mogyoródi út útvonalon (a mai 77-es trolibusz is ezt a hurkot teszi meg). A Népstadiontól eredetileg a Hungária körútról érte el a Népstadion utat (mai Stefánia út), később az Ifjúság útján keresztül. 1978 márciusától egyes Népstadionban rendezett események alkalmával a Baross térig hosszabbított útvonalon is közlekedett. 1980. augusztus 1-jén megszűnt, 2-ától a 77-es trolibusz közlekedik az útvonalán. A troli mai útvonala annyiban tér el a 75-ös busztól, hogy a Róna utca helyett a Vezér utcán át éri el a Szugló utcát.
1985. május 15-én Cinkotán indult újra 75-ös jelzéssel autóbusz.

## Útvonala
| Öv utca (Egressy út) felé | Népstadion felé |
| --- | --- |
| Népstadion vá. – Kerepesi út – Ifjúság útja – Népstadion út – Egressy út – Lumumba utca – Szugló utca – Cinkotai út – Egressy út – Miskolci utca – Mogyoródi út – Öv utca – Öv utca (Egressy út) vá. | Öv utca (Egressy út) vá. – Egressy út – Cinkotai út – Szugló utca – Lumumba utca – Egressy út – Népstadion út – Hungária körút – Népstadion vá. |

## Megállóhelyei
| 0  | Népstadion végállomás            | 12 | 55, 55, 95, 95 75, 80 |
| 1  | Kerepesi út                      | ∫  | 55, 55, 95, 95 75, 80 |
| 2  | Egressy út (↓) Népstadion út (↑) | 11 |                       |
| 3  | Hungária körút                   | 10 | 55 75                 |
| 4  | Törökőr utca                     | 9  |                       |
| 5  | Posta Járműtelep                 | 8  |                       |
| 6  | Lumumba utca (ma: Róna utca)     | 7  | 82                    |
| 7  | Nagy Lajos király útja           | 6  | 32 62 82              |
| 8  | Fűrész utca                      | 5  | 82                    |
| 9  | Vezér utca                       | 4  | 82                    |
| 10 | Miskolci utca                    | 3  |                       |
| 11 | Cinkotai út (↓) Szugló utca (↑)  | 2  |                       |
| 12 | Egressy út (↓) Cinkotai út (↑)   | 1  |                       |
| 13 | Miskolci út                      | ∫  |                       |
| 14 | Mogyoródi út                     | ∫  |                       |
| 15 | Cinkotai út                      | ∫  |                       |
| 16 | Öv utca                          | ∫  |                       |
| 17 | Öv utca (Egressy út) végállomás  | 0  |                       |